# Activismo de deportistas en los Estados Unidos
El activismo de deportistas en los Estados Unidos se refiere al uso de un atleta profesional de su plataforma para defender cuestiones sociales y políticas en los Estados Unidos de América. Ha sido un aspecto de la cultura deportiva estadounidense durante décadas, desde el movimiento por los derechos civiles de la década de 1960, cuando atletas como Muhammad Ali y Tommie Smith utilizaron su fama para hablar contra el racismo y la discriminación. En los últimos años, el activismo de los atletas ha ganado renovada atención a medida que los atletas han utilizado sus plataformas para abordar cuestiones como la brutalidad policial, la desigualdad racial y los derechos LGBT. La intersección entre el deporte y la justicia social ha sido un tema polémico: algunos elogian a los atletas por usar su influencia y privilegio para llamar la atención sobre temas importantes, mientras que otros los critican por ser demasiado «políticos» o «divisivos».

## National Football League

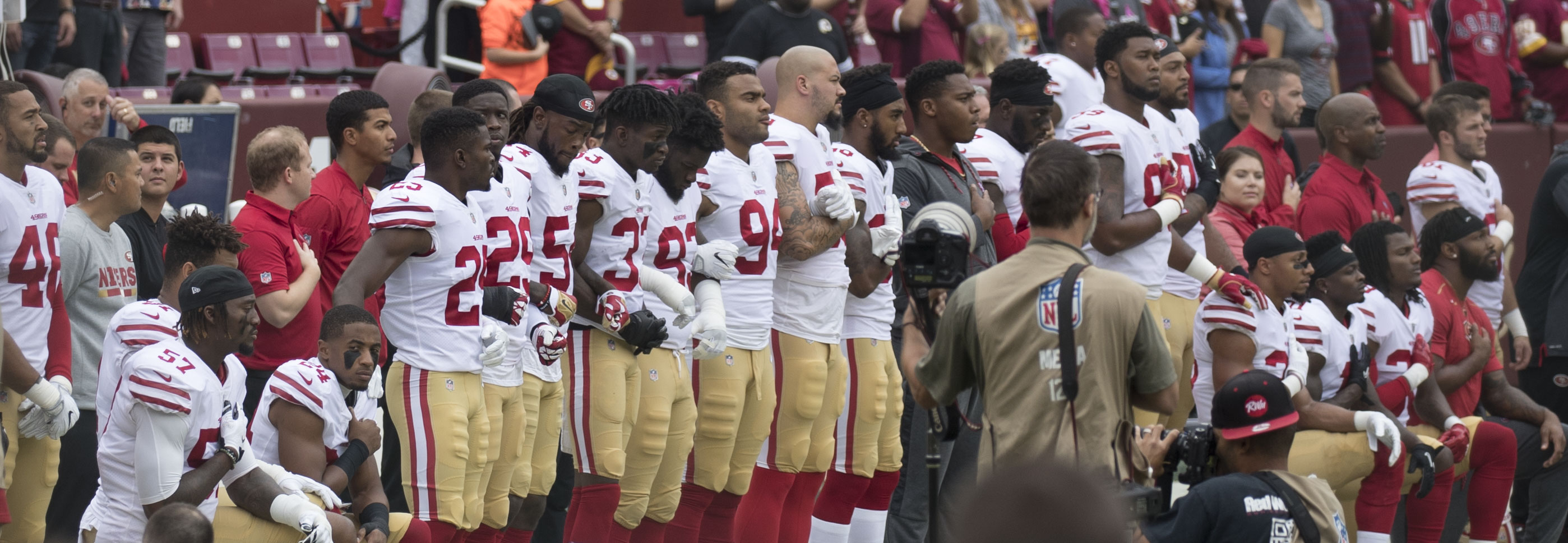
Jugadores de los San Francisco 49ers arrodillándose de manera similar a Colin Kaepernick en protesta contra el racismo y en solidaridad con Black Lives Matter.

Colin Kaepernick fue uno de los primeros activistas del movimiento Black Lives Matter en la NFL. Durante la postemporada de 2016, en respuesta a varios incidentes de brutalidad policial, Kaepernick protestó durante el himno nacional. Inicialmente, Kaepernick se sentó en el banco durante el himno nacional, pero después de consultarlo con otros jugadores, se arrodilló. El comisionado Roger Goodell respondió a la acción diciendo que no estaba «necesariamente de acuerdo» con las acciones de Kaepernick. En el día inaugural de la temporada 2016, muchos jugadores siguieron su ejemplo, algunos se arrodillaron y otros levantaron el puño en alto. Estas acciones generaron críticas de varias figuras públicas, incluido el entonces presidente Donald Trump. Estas protestas continuaron durante las temporadas 2017 y 2018, generando controversia. Cuando no firmó contrato como agente libre, Kaepernick contrató al abogado Mark Geragos y presentó una demanda, alegando que los propietarios de la NFL habían conspirado contra él en violación de su acuerdo de negociación colectiva.
Inicialmente, la NFL dictaminó que los jugadores no podían protestar durante el himno nacional, pero podían permanecer en el vestuario. En 2018, la liga anunció que no castigaría a los jugadores por protestar durante el himno nacional. Tras la muerte de George Floyd, comenzaron a surgir protestas similares.

## Juegos Olímpicos
Durante los Juegos Olímpicos de 1968, dos atletas afroestadounidenses, Tommie Smith y John Carlos, levantaron sus puños en un saludo al Poder Negro en el podio. El asesinato de Martin Luther King, los avances del movimiento por los derechos civiles en Estados Unidos y la masacre de Tlatelolco fueron citados como factores que influyeron en la pareja para tomar esta decisión. Los atletas olímpicos llevaban camisetas negras para cubrir el nombre de Estados Unidos en sus uniformes y levantaron un guante negro en el aire mientras sonaba «The Star-Spangled Banner». Las reacciones a la acción fueron en su mayoría negativas y casi instantáneas. Smith y Carlos fueron expulsados del equipo estadounidense y de la villa olímpica y condenados al ostracismo al regresar a casa. En 2008, el presidente Barack Obama reconoció la protesta de los hombres y les pidió que se convirtieran en embajadores del Comité Olímpico de Estados Unidos en 2016.
Protestas similares resurgieron en los Juegos Olímpicos de Pekín 2022. Algunos atletas no estaban contentos con la decisión del Comité Olímpico Internacional (COI) de realizar los Juegos de Invierno en China, ya que el país tiene un historial de violaciones de los derechos humanos y censura. Las protestas se volvieron más sutiles, como el COI había aprendido de su experiencia. Desde atletas que se saltan la ceremonia de apertura hasta algunos atletas que se alejan de la bandera durante el himno nacional, la controvertida Regla 50 del COI, que impide toda forma de protesta pacífica en el podio, ha hecho que sea más riesgoso para los atletas olímpicos hacer una declaración política, ya que ha llevado a despidos y controversias para quienes participan.

## Grandes Ligas de Béisbol

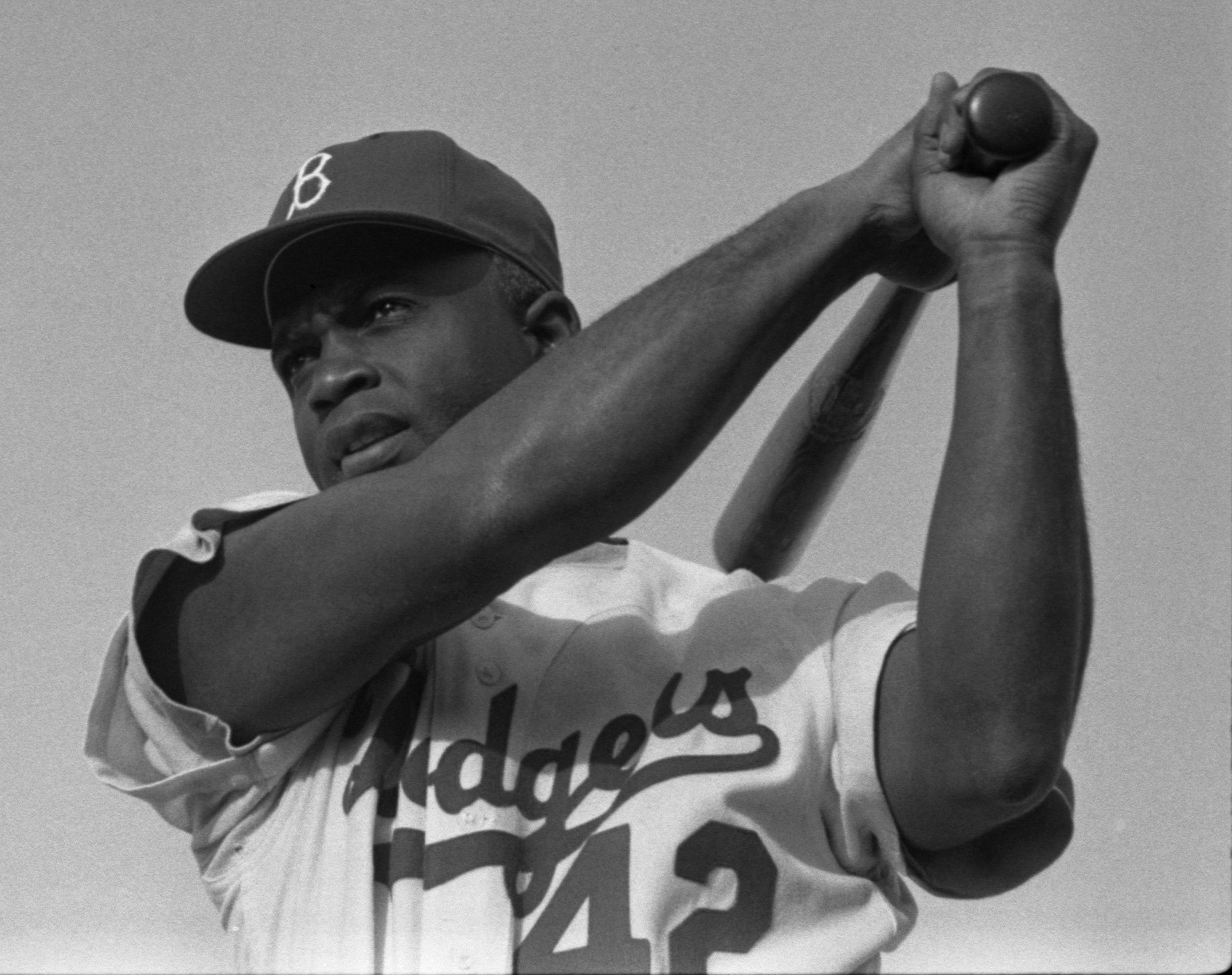
Jackie Robinson fue el primer hombre negro en jugar en la MLB, rompiendo la barrera racial.

Algunos atletas de las Grandes Ligas de Béisbol (MLB por sus siglas en inglés) utilizan sus plataformas para promover cuestiones sociales y políticas. Uno de los jugadores a los que se atribuye el inicio del activismo dentro de las Grandes Ligas de Béisbol es Jackie Robinson. Robinson se convirtió en el primer jugador en romper la barrera racial en la MLB el 15 de abril de 1947. Una vez establecido en la MLB, Robinson encontró amigos a quienes les comunicaba sus sentimientos sobre cuestiones específicas de derechos civiles, como los linchamientos o la aprobación de determinadas leyes. Aunque se sintió desilusionado con la democracia y frustrado con la limitada cantidad de influencia que el movimiento por los derechos civiles había tenido durante su época, continuó trabajando por la justicia durante toda su vida. Las acciones de Robinson influyeron en otros deportes a medida que más atletas afroestadounidenses comenzaron a abogar contra la injusticia social.
Roberto Clemente también abogó mientras estuvo en la MLB. Clemente fue el primer latino miembro del Salón de la Fama del béisbol en recibir 12 premios Guantes de Oro, más de 3000 hits, 15 apariciones en el Juego de Estrellas, 2 títulos de Serie Mundial y el premio al Jugador Más Valioso de 1966. Después de dejar su hogar en Puerto Rico para ir a jugar en la MLB en 1955, Clemente notó la segregación y el racismo en Estados Unidos, ya que las leyes Jim Crow estaban en vigor. Clemente comenzó a trabajar contra la desigualdad de múltiples maneras, como boicoteando los viajes en autobús con sus compañeros de equipo a restaurantes «solo para blancos» durante los viajes de visitante o forzando al gerente general de los Pittsburgh Pirates a comprar camionetas familiares para que los jugadores no blancos viajaran durante los partidos fuera de casa. El exjugador de la MLB Carlos Delgado siguió los pasos de su modelo a seguir al continuar abogando por los derechos de las minorías y otras cuestiones de justicia social. Clemente creó una nueva forma de activismo contra las injusticias sociales dentro de la MLB, que ha influido en la liga.

## National Basketball Association
LeBron James, jugador de la National Basketball Association (NBA), se ha enfrentado al racismo durante su carrera. Desde que Kaepernick realizó su protesta de arrodillarse, James ha seguido sus pasos, pero a su manera y valiéndose de su deporte. A pesar de que le dijeron que «se callara y driblara», James siguió siendo un activista contra el racismo al hablar de ello en las redes sociales y durante las previas de los partidos de la NBA. Su plataforma permite que más personas conozcan su activismo. En los premios ESPY de 2016, James y algunos compañeros jugadores de la NBA aprovecharon la ocasión para expresar su apoyo al movimiento Black Lives Matter.

## National Hockey League
La National Hockey League (NHL) ha participado en movimientos que involucran la lucha contra el racismo y la inclusión LGBTQ+. A medida que la National Hockey League ha intentado promover estos movimientos, han surgido problemas entre los jugadores y los equipos, causando complicaciones en las actividades que la liga está intentando implementar.
A partir de 2020, la NHL y la NHLPA (Asociación de Jugadores de la NHL) anunciaron que se asociarían con la Hockey Diversity Alliance (HDA) para administrar capacitación y educación sobre antirracismo dentro de la liga, en la que participarían los jugadores y el personal de la NHLPA. La HDA está intentando «... erradicar el racismo sistemático y la intolerancia en el hockey» haciendo que sus socios y asociaciones firmen su compromiso de:
- Crear cambios en políticas y reglas para hacer que la cultura del juego sea más inclusiva.
- Establecer objetivos específicos para contratar, promover y asociarse con personas y empresas negras.
- Ejecutar programas educativos para aumentar la conciencia sobre el racismo en el hockey.
- Financiar iniciativas de justicia social.

A partir de 2013, la NHL se convirtió en socio oficial del proyecto You Can Play, que fue diseñado para combatir la homofobia en los deportes a través de eventos como las noches del orgullo, que incluyen camisetas hechas por miembros de la comunidad LGBTQ+, y actuaciones en estadios. Eventos y uniformes similares en múltiples deportes han comenzado a recibir reacciones negativas de los jugadores de los equipos participantes. Esto ha provocado que la dirección de la liga reconsidere la efectividad de estos eventos, así como su posible interrupción, debido a la presión de múltiples facetas políticas que han provocado respuestas negativas a los eventos, que están destinados a promover la divulgación y el apoyo a la comunidad LBGTQ+. Algunos jugadores de Rusia decidieron no participar en estos eventos debido a creencias políticas y religiosas. Ivan Provorov, un defensa de los Philadelphia Flyers, decidió no participar debido a sus creencias ortodoxas rusas; Kirill Kaprizov, un wingman de los Minnesota Wild, también decidió no participar debido a su dificultad para regresar a su hogar en Rusia debido a la prohibición de Rusia sobre la «propaganda gay» que ha comenzado a convertirse en ley dentro del país; la prohibición se describe como «... [prohibir] compartir información positiva e incluso neutral sobre personas lesbianas, gais, bisexuales y transgénero (LGBT), y mostrar públicamente orientaciones no heterosexuales, con fuertes multas por incumplimiento». Sin embargo, otros jugadores de Rusia, como Evgeni Malkin de los Pittsburgh Penguins, no decidieron no participar en las noches del orgullo.

## Redes sociales
Gracias a los avances tecnológicos de las últimas décadas, los atletas profesionales pueden llegar a una audiencia global e interactuar con ella. Los atletas ahora son fuentes de entretenimiento y activistas del cambio social, y utilizan las redes sociales para difundir mensajes e influir en las opiniones.
Las plataformas de redes sociales brindan una vía a través de la cual los atletas pueden interactuar directamente con el público. Estas plataformas también se han convertido en el área principal donde los consumidores deportivos interactúan entre sí, comparten sus opiniones y responden a los propios atletas, creando una conversación continua entre organizaciones deportivas, atletas, medios de comunicación y audiencias. Las redes sociales también son una herramienta de activismo fuera del ámbito deportivo.
LeBron James es un atleta que ha utilizado las redes sociales para generar cambios. Tenía alrededor de 53 millones de seguidores en Twitter y 144 millones de seguidores en Instagram en febrero de 2023. James usa su presencia en las redes sociales para compartir opiniones sobre política, temas de justicia social y otros movimientos activistas. En una ocasión dijo: «Sabemos que esto es más importante que nosotros. No se trata de nosotros. Voy a seguir haciendo lo que tenga que hacer para jugar este deporte que me encanta jugar, pero esto es más importante que jugar al baloncesto».
En junio de 2020, un grupo de jugadores de la NFL creó un video titulado Stronger Together. El video se realizó para condenar el racismo y la brutalidad policial tras la muerte de George Floyd en mayo de 2020. El vídeo incluye atletas como Odell Beckham Jr., Patrick Mahomes, Deshaun Watson y más. Después de que cada jugador (y otros que no aparecen en el video) publicaron el video en sus plataformas, los medios lo circularon a través de las redes sociales. Debido a la atención y el compromiso que recibió el video, finalmente fue publicado nuevamente en nombre de la National Football League.

## Feminismo

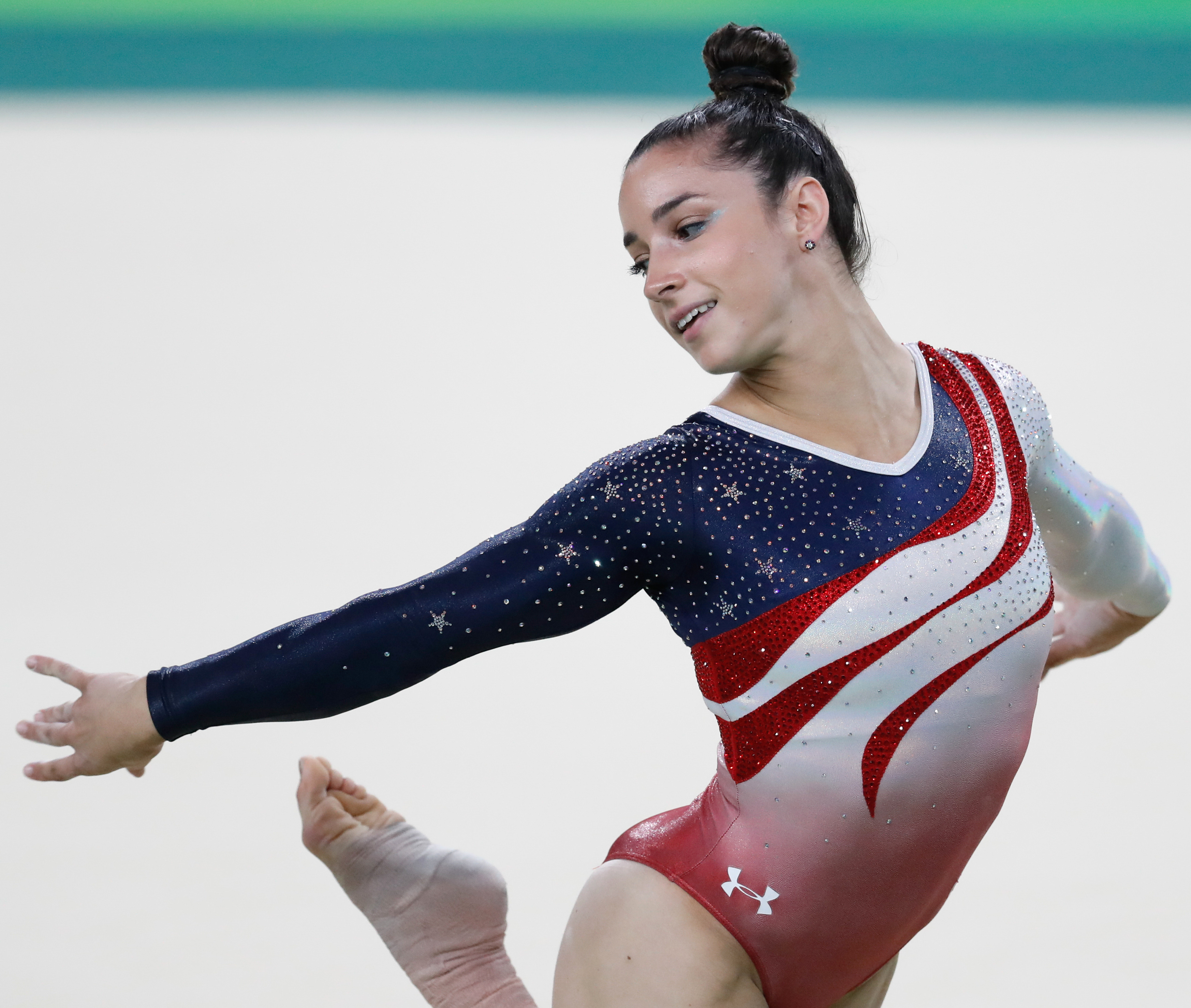
Aly Raisman compitiendo en los Juegos Olímpicos de Río de Janeiro 2016.

El acoso sexual, la agresión, la discriminación y el juicio basado en el sexo han afectado a las mujeres y a los deportes que ellas practican durante cientos de años. En el deporte, las mujeres han enfrentado desafíos al intentar ser vistas como iguales a sus contrapartes masculinas debido a un estereotipo en la industria del deporte que dice que las mujeres no pueden ser tan fuertes o capaces físicamente como los hombres. Debido a esto, las atletas femeninas que compiten en deportes han usado su difusión pública para crear conciencia sobre la discriminación que enfrentan; las mujeres también han trabajado para superar los estándares y expectativas sociales a través de exhibiciones públicas y superando a los hombres en ciertos deportes.
En los Juegos Olímpicos de Atlanta 1996, Kerri Strug compitió como gimnasta estadounidense. Medía un metro y medio y pesaba 40 kilos, y sus fanes y sus compañeros competidores dudaban de ella.  En la mitad de la competición, Rusia estaba por delante de Estados Unidos, por lo que el equipo dependía de una Strug debilitada. Su entrenadora la animó a completar el salto final para llevarse a casa la medalla de oro para Estados Unidos, lo que ejecutó con éxito. Después de su victoria, el equipo femenino de Estados Unidos, a menudo conocido como las Magnificent Seven («Siete Magníficas») se negó a subir al escenario sin su compañera de equipo lesionada, por lo que la sacaron en brazos. Después de su participación en los Juegos Olímpicos, Strug fue incluida en el Salón Internacional de la Fama del Deporte Judío; todavía está involucrada en los deportes como espectadora y líder.
En su artículo escrito para el periódico independiente de la Universidad de Tennessee, The Daily Beacon, Erin Gwydir afirma: «Los deportes sacan a la luz la sobrevaloración primitiva de la naturaleza física de los hombres en relación con la representación patriarcal, la fuerza y el respeto general de las mujeres». La declaración se refiere a la continua discriminación hacia las mujeres en los deportes nacionales. Las mujeres han usando su influencia en el público para hablar sobre la discriminación y el acoso que han enfrentado durante su tiempo en la industria del deporte. El movimiento #MeToo es un movimiento social que se centra en el abuso sexual, el acoso y la discriminación que han sufrido las mujeres y que les permite dirigirse al público al respecto. La gimnasta medallista de oro olímpica Aly Raisman ha estado en universidades y conferencias para hablar sobre sus experiencias personales con el abuso sexual y la discriminación, que ha sufrido desde que tenía quince años. En concreto, relata incidentes de abuso sexual por parte de Larry Nassar, exmédico del equipo de gimnasia de Estados Unidos. Tras su declaración inicial en 2017, varias otras gimnastas, incluidas Gabby Douglas y Simone Biles, siguieron sus pasos.
A finales de la década de 1960 y principios de la de 1970, el feminismo se centró en la igualdad y en la promoción de la idea de que las mujeres pueden competir con los hombres. Hoy en día, se cree que el feminismo occidental se centra más en las diferencias entre hombres y mujeres, lo que puede aumentar la desigualdad de género. Algunas personas esperan que en el futuro se produzca un activismo que fomente la igualdad de las mujeres en el deporte.